# Makor Rishon
 Makor Rishon (en hébreu מָקוֹר רִאשׁוֹן, Première Source) est un quotidien israélien d'idéologie ultranationaliste et conservatrice. Il est publié à Tel Aviv, la plupart de ses lecteurs sont des abonnés. Pendant la semaine, Makor Rishon est publié en format tabloïd. L'édition du chabbat, publié le vendredi après-midi, est un journal grand format.
Son rédacteur en chef, Hagaï Segal, est un ancien représentant du lobby des « colons idéologiques » de la Cisjordanie occupée. Il prône l’annexion des territoires palestiniens et défend les valeurs ultranationalistes en Israël.
Le journal devient en 2014 la propriété du magnat conservateur Sheldon Adelson, déjà propriétaire du journal pro-Benyamin Netanyahou Israel Hayom. Sheldon Adelson contrôle ainsi les principaux médias de droite israéliens, ce qui suscite des inquiétudes sur le renforcement d’une uniformité idéologique et sur l’affaiblissement de la critique contre le gouvernement Netanyahou.
Le numéro du chabbat comprend sept suppléments : économie, culture, jeunesse, littérature, vie juive, sport et politique.